# Neptis obtusa
Neptis obtusa är en fjärilsart som beskrevs av Rothschild och Jordan 1903. Neptis obtusa ingår i släktet Neptis och familjen praktfjärilar. Inga underarter finns listade i Catalogue of Life.